# Terrence Trammell
Terrence Trammell, född 23 november 1978, är en amerikansk friidrottare som tävlar i häcklöpning.
Trammell har två gånger i rad slutat silvermedaljör vid OS 2000 och 2004. Samma placering blev det vid VM i friidrott 2003. Vid VM 2005 i Helsingfors slutade Trammell utanför pallen på en femte plats. Trammell är en av få friidrottare som varit under 13 sekunder på 110 meter häck. Det personliga rekordet är på 12,95 och noterat vid en tävling 2007 i New York.
Han har även två gånger blivit världsmästare inomhus på 60 meter häck. 
Trammell deltog även vid VM 2009 i Berlin där han var en av favoriterna till guldet sedan världsrekordshållaren Dayron Robles skadades sig i semifinalen. Väl i finalen slutade han tvåa bakom Ryan Brathwaite, slagen med bara en hundradel.